# Gilbertiodendron klainei
Espèce
Synonymes
- Macrolobium klainei Pellegr.[1]

Statut de conservation UICN

 VU D2 : Vulnérable
Gilbertiodendron klainei est une espèce de plantes à fleurs de la famille des Fabaceae.

## Publication originale
- Bulletin du Jardin Botanique de l'État à Bruxelles 24(1): 58. 1954. (Mar 1954)